# Зеебахер, Бригитта
Бриги́тта Зе́ебахер (нем. Brigitte Seebacher, в 1983—2003 Бригитта Зеебахер-Брандт (Seebacher-Brandt); род. 23 сентября 1946, Твистринген) — немецкий историк, журналистка и публицист.

## Биография
Получив в 1966 году аттестат зрелости, Зеебахер обучалась в Боннском, Кёльнском университетах, а также в Свободном университете Берлина, изучала историю и германистику. В 1984 году защитила докторскую диссертацию, научным руководителем выступил Эрнст Нольте. Работала журналисткой в социал-демократической газете Berliner Stimme, в 1977 году поступила на работу пресс-центр правления СДПГ. Состояла в СДПГ в 1965—1995 годах.
С 1980 года состояла в близких отношениях с Вилли Брандтом. Свадьба состоялась в 1983 году, они проживали вместе в Ункеле. В 2003 году вдова Вилли Брандта вышла замуж за банковского управляющего Хильмара Коппера.
В 1991 году опубликовала книгу Die Linke und die Einheit, затем выпустила биографию Вилли Брандта, что привело к отчуждению от СДПГ. В 1995—2000 годах Зеебахер руководила отделом культуры и общества в Deutsche Bank. Является членом кураторского совета Фонда федерального канцлера Вилли Брандта, основанного в 1994 году. Ведёт семинары в Институте политических наук и социологии Боннского университета, является профессором.

## Сочинения
- Ollenhauer. Biedermann und Patriot. Siedler, Berlin 1984, ISBN 3-88680-144-6
- Bebel. Künder und Kärrner im Kaiserreich. Dietz, Berlin 1988, ISBN 3-8012-0137-6.
- Die Linke und die Einheit. Siedler, Berlin 1991, ISBN 3-88680-375-9.
- Politik im Rücken. Zeitgeist im Sinn. Ullstein, Berlin 1995, ISBN 3-550-07076-4.
- Willy Brandt. Piper, München 2004, ISBN 3-492-04383-6.